# 熱圖

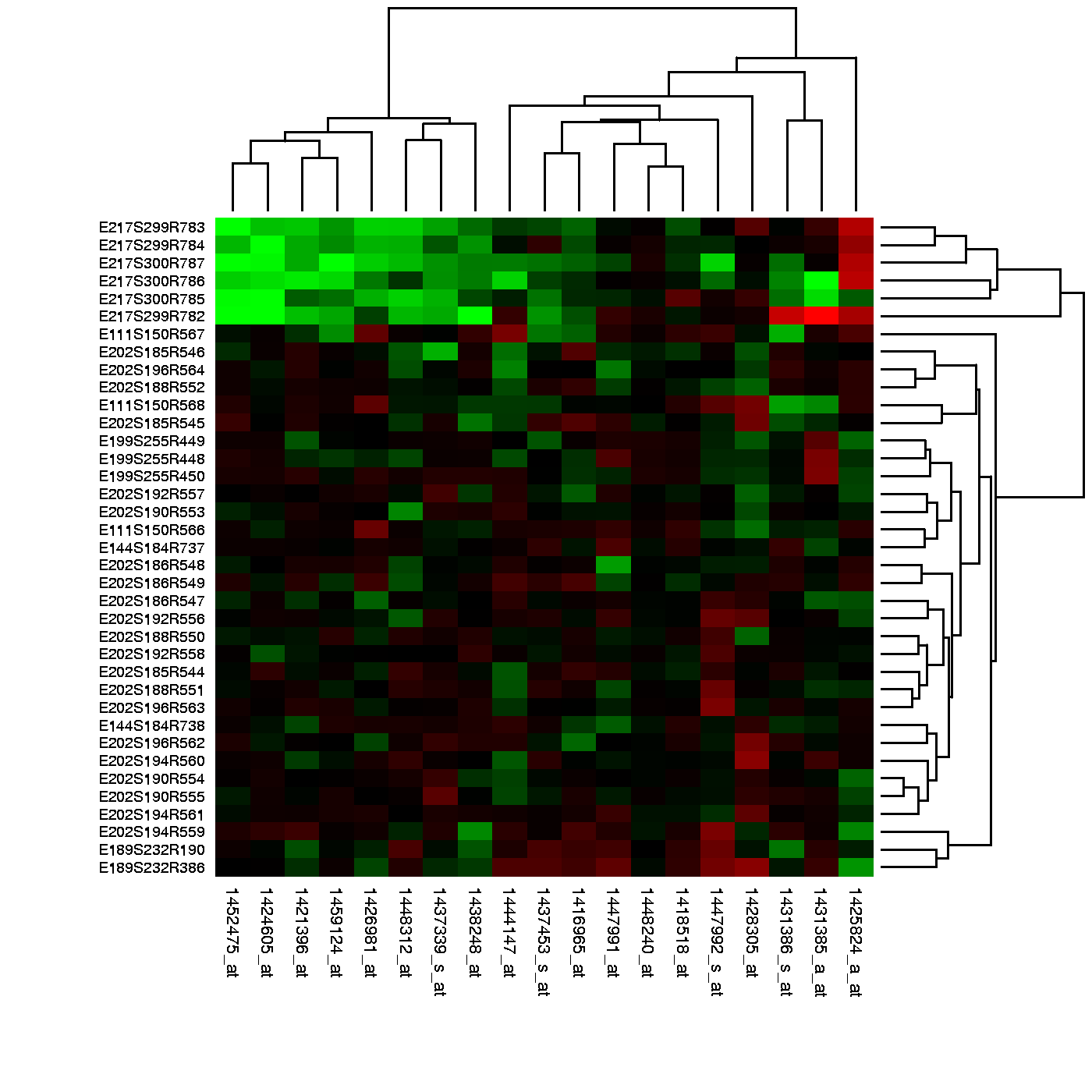
使用透過DNA微陣列生成的熱圖呈現出基因表現

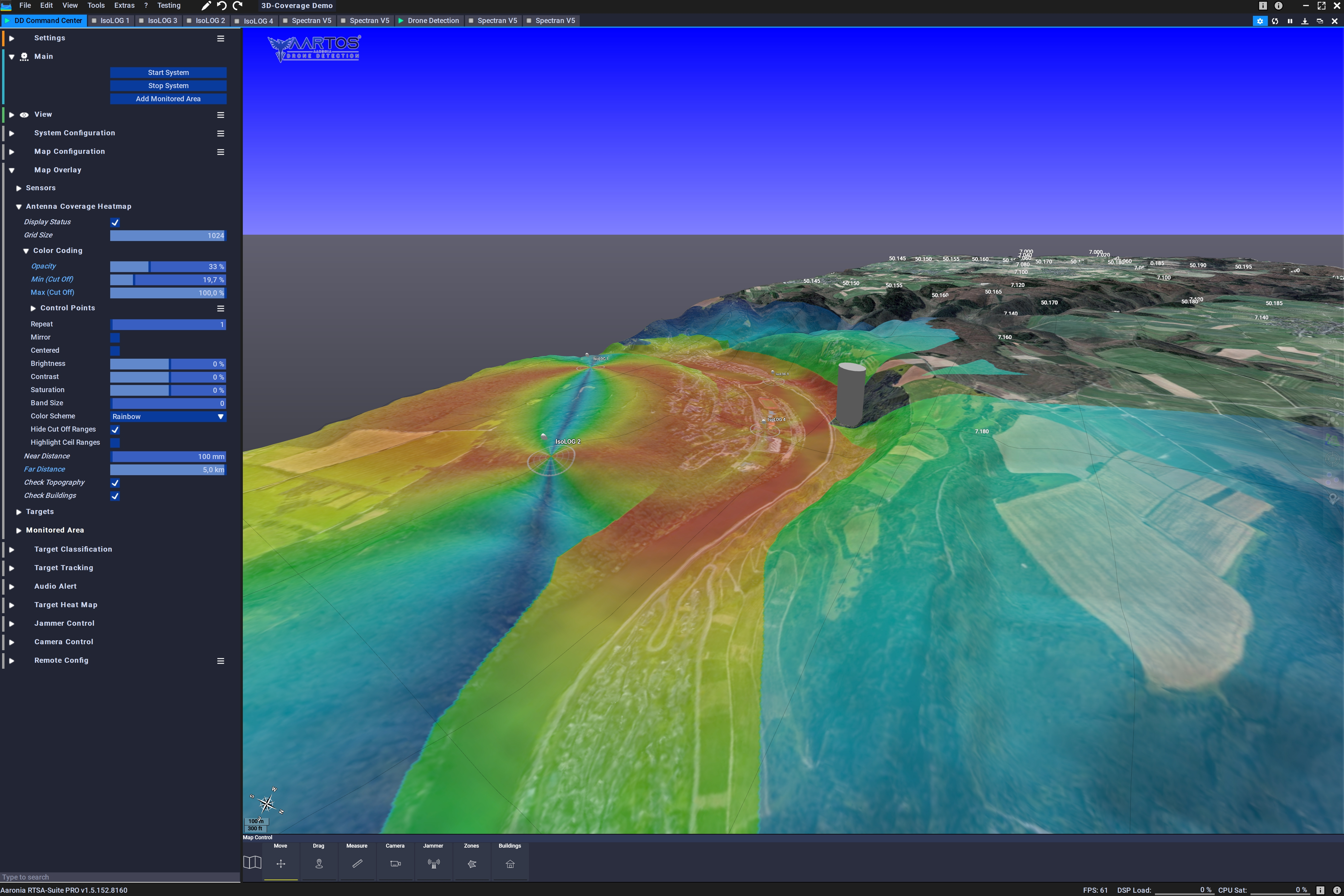
无人机探测系统射频覆盖范围的热图

热图（英語：heat map）在二维空间中以颜色的形式显示一个现象的绝对量，是一种数据可视化技术。颜色的变化可能是通过色调或明度，给读者提供明显的视觉提示，说明现象是如何在空间上聚集或变化的。热图有两种完全不同的类别：聚集热图和空间热图。在聚集热图中，幅度被排列成一个固定单元格大小的矩阵，其行和列是离散的现象和类别，行和列的排序是有意的，而且有些随意，目的是暗示聚集或描绘出通过统计分析发现的聚集。单元格的大小是任意的，但足够大，可以清晰可见。相比之下，空间热图中某一量级的位置是由该量级在该空间中的位置所决定的，没有单元的概念，现象被认为是连续变化的。
雖然「熱圖」是一個新興的詞彙，但是用明暗的矩陣來標示元素的方法已經有超過一世紀的歷史了。

## 歷史
热图起源于数据矩阵中数值的二维显示。较大的数值用深灰色或黑色的方格（像素）呈现，较小的数值用较浅的方格表示。Loua (1873)使用明暗矩阵来可视化巴黎各区的社会统计数据。 Sneath (1957)通过将矩阵的行和列进行换位，将相似的数值按照聚类的方式放在彼此附近，来显示聚类分析的结果。Jacques Bertin使用类似的表示方法来显示符合累積量表的数据。将聚类树连接到数据矩阵的行和列的想法起源于1973年的Robert Ling。Ling使用打印机上的字符来表示不同的灰度，每个像素一个字符宽度。Leland Wilkinson在1994年开发了第一个用高分辨率彩色图形绘制聚集热图的计算机程序（SYSTAT）。
软件设计师Cormac Kinney在1991年注册了“热图”一词的商标，用来描述描述金融市场信息的二维显示。 2003年收购Kinney发明的公司无意中让该商标失效。

## 类型
热图有不同的种类：

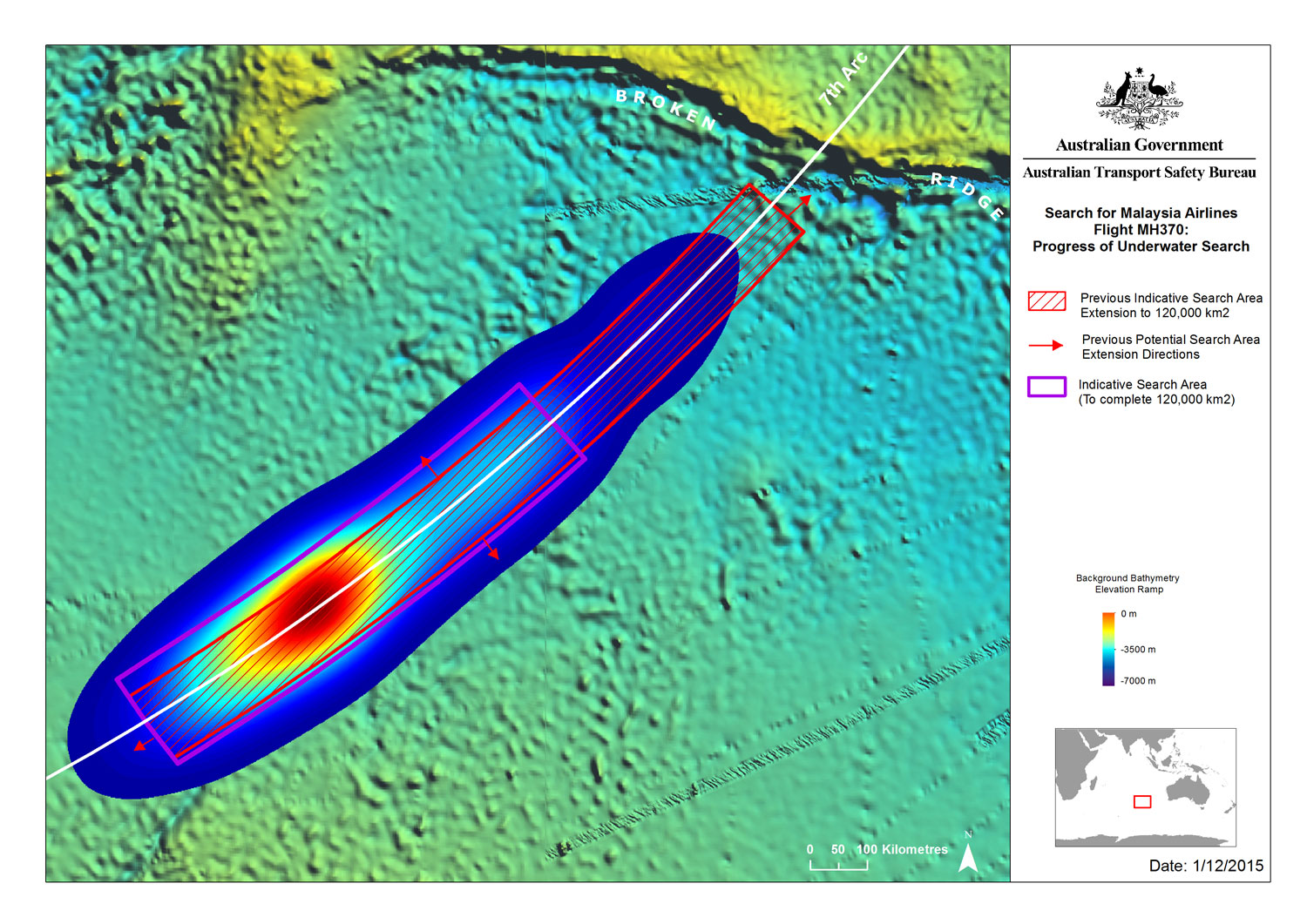
根据对飞机可能飞行路径的贝叶斯法分析，在彩色水深图上显示失踪的马航370航班的可能位置的热图。

- 生物学热图在分子生物学中通常用于表示从DNA微陣列中获得的许多基因在一些可比样本（如不同状态的细胞、不同患者的样本）中的表达水平。
- 树图是数据的二维层次划分，在视觉上类似于热图。
- 拼贴图（英语：Mosaic plot）是表示双向或多向数据表的平铺热图。与树图一样，拼贴图中的矩形区域是分层组织的。这意味着这些区域是矩形而不是正方形。Friendly (1994)调查了该图的历史和使用情况。
- 密度函数可视化是一种用于表示地图中点的密度的热图。它使人们能够感知点的密度，而不受缩放系数的影响。Perrot et al. (2015)提出了一种使用密度函数的方法，利用Spark和Hadoop的大數據基础设施来可视化数十亿和数十亿的点。[5]

## 配色
可以使用许多不同的配色方案来说明热图，每种方案都有感知上的优势和劣势。彩虹色彩映射经常被使用，因为相比于灰度的差异，人类更容易感知色彩的明暗，据称这将增加图像中可感知的细节数量。然而，科学界的许多人并不鼓励这样做，原因如下：
- 这些颜色缺乏在灰度或黑体光谱彩色图中发现的自然感知排序。[6][11]
- 常见的色彩映射（如许多可视化软件包中默认的“jet”色彩映射）在亮度方面的变化不受控制，这使得在显示或印刷时无法有意义地转换为灰度。这也会分散对实际数据的注意力，使黄色和青色区域看起来比实际最重要的数据区域更突出。[6][11]
- 颜色之间的变化也会导致人们感知到实际并不存在的渐变，使实际的渐变不那么突出，这意味着彩虹色图在很多情况下实际上会掩盖细节，而不是增强细节。[6][10][11]
- 彩虹色彩映射中并不是所有的颜色都能被色觉障碍的读者区分，这使得相当一部分人无法使用这些颜色方案的图表。[11]

## 面量圖与热图的对比
面量圖有时被误称为热图。面量圖的特点是在地理边界内有不同的阴影或图案，以显示感兴趣的变量的比例，而热图（在地图上）的颜色变化与地理边界并不能对应上。

## 软件实现
有几种热图软件可免费使用：
- R是一个免费的统计计算和图形软件环境，它包含了几个跟踪热图的功能，[13][14] 包括交互式聚集热图[15]（通过heatmaply （页面存档备份，存于） R语言包）。
- Gnuplot是一个通用的免费命令行绘图程序，可以跟踪2D和3D热图。[16]
- Google Fusion Tables可以从Google Sheets电子表格中生成热图，限制在1000点的地理数据。[17]
- Dave Green的'cubehelix'配色方案提供了一种配色方案的资源，这种配色方案可以在黑白postscript设备上打印成单调增加的灰度。[18]
- Openlayers3可以在矢量图层中渲染所有地理特征的选定属性的热图层。[19]
- D3.js[20][21]、AnyChart[22][23]和Highcharts[24][25]是用于数据可视化的JavaScript库，它们提供了创建交互式热图图表的能力，从基本的到高度定制的，都是其解决方案的一部分。
- Qlik Sense允许在热图中以颜色模式显示比较数据，这包含在其可视化捆绑中。[26]
- MATLAB提供了热图可视化的能力，具有多种配置选项。[27][28]

## 例子

大湖效应 – 气象雷达信息通常使用热图显示。
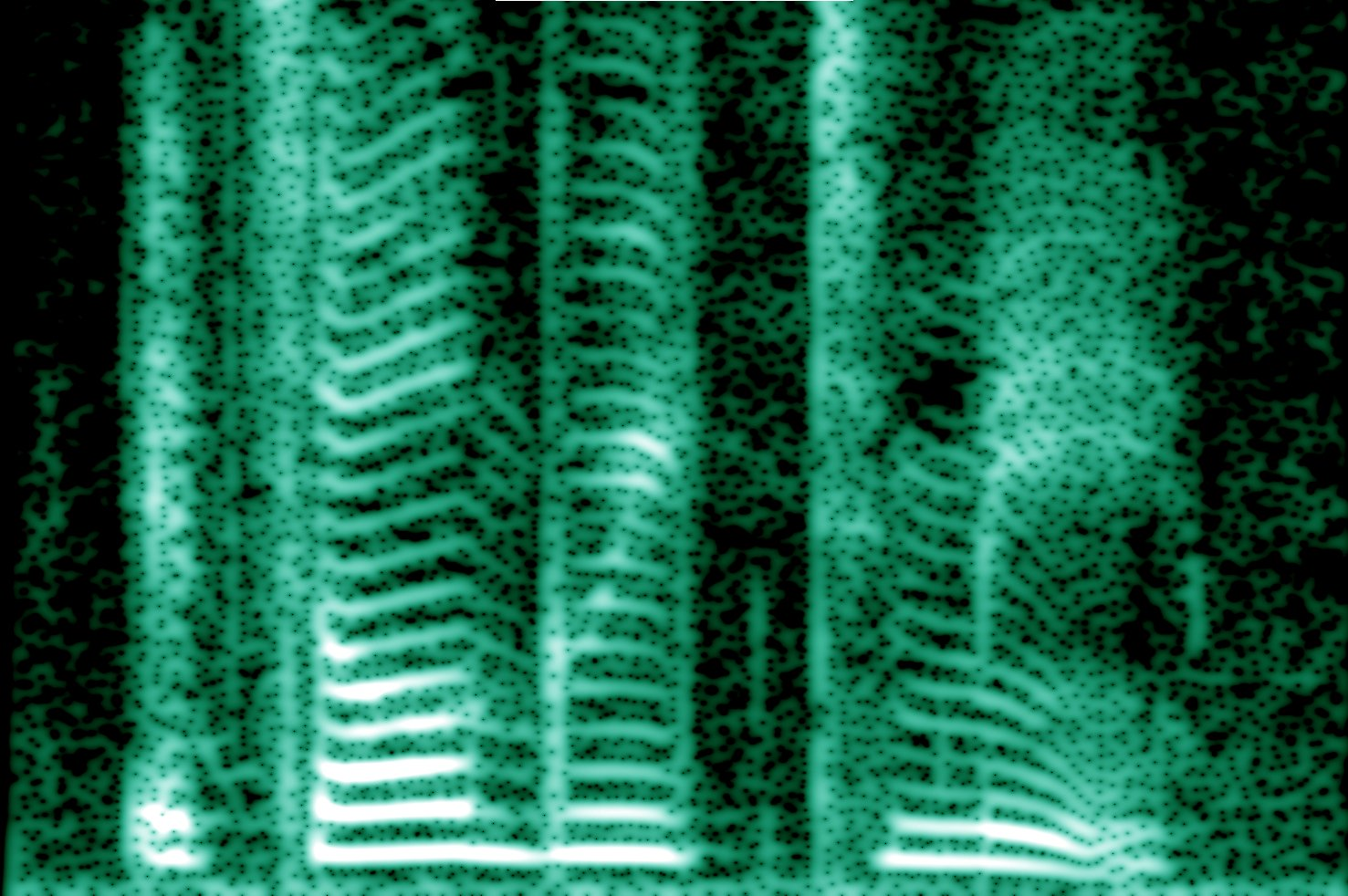
用频谱图可视化的人声；代表STFT幅度的热图。另一种可视化方式是瀑布图。
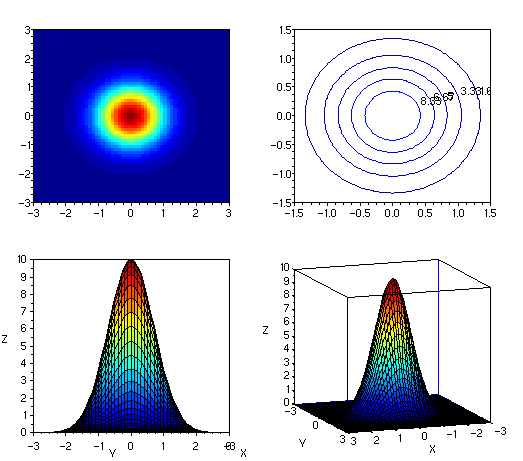
显示相同数据的热图、曲面图和等高線之间关系的示例
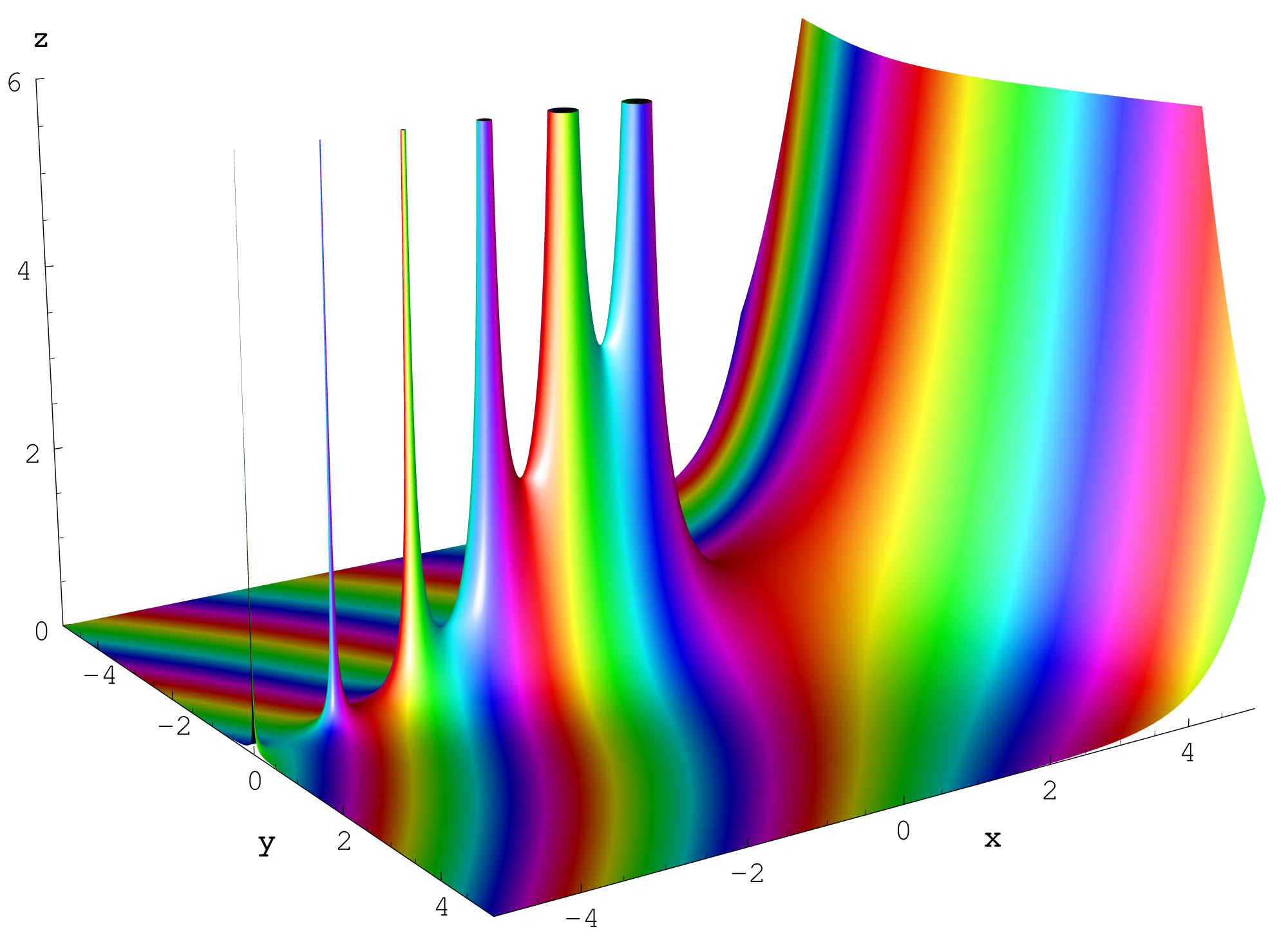
曲面图和热图的组合，其中曲面高度表示函数的振幅，颜色表示相角。
镖靶上每个相邻区域的得分（不按比例）。

### 延伸阅读
- Bertin J.  [Graphic semiotics. Diagrams, networks, maps]. Gauthier-Villars. 1967. OCLC 2656278 （法语）.
- Eisen MB, Spellman PT, Brown PO, Botstein D. . Proceedings of the National Academy of Sciences of the United States of America. December 1998, 95 (25): 14863–8. Bibcode:1998PNAS...9514863E. PMC 24541 . PMID 9843981. doi:10.1073/pnas.95.25.14863.
- Friendly M. . Journal of the American Statistical Association. March 1994, 89 (425): 190–200. JSTOR 2291215. doi:10.1080/01621459.1994.10476460.
- Ling RL. . Communications of the ACM. 1973, 16 (6): 355–361. S2CID 8033024. doi:10.1145/362248.362263.
- Sneath PH. . Journal of General Microbiology. August 1957, 17 (1): 201–26. PMID 13475686. doi:10.1099/00221287-17-1-201 .
- Wilkinson L. . SYSTAT. 1994. ISBN 978-0-13-447285-0.
- Barter RL, Yu B. . Journal of Computational and Graphical Statistics. 2018, 27 (4): 910–922. PMC 6430237 . PMID 30911216. arXiv:1512.01524 . doi:10.1080/10618600.2018.1473780.